# Kurt Hegner
Kurt Hegner (* 9. Dezember 1882 in Zeitz; † 17. September 1949 in Berlin) war ein deutscher Ingenieur und Rationalisierungsfachmann.

## Leben
Kurt Hegner begann seine berufliche Laufbahn im Alter von 17 Jahren als Maschinenbauer-Lehrling bei Ludwig Loewe & Co. In den Folgejahren wurde er Konstrukteur und Betriebsmann, danach Leiter der Normalienfabrik und später der Fräsmaschinenfabrik. 1922 erhielt er Prokura, 1926 wurde er technischer Direktor des Werkes und stellvertretendes Vorstandsmitglied und 1942 ordentliches Vorstandsmitglied.
Kurt Hegner trat 1918 dem Deutschen Normenausschuss bei. Er wurde Präsidiumsmitglied und führte eine Deutsche ISA-Delegation. Hegner war Gründungsmitglied des REFA. Er wirkte zunächst als Obmann der REFA-Prüfstelle und übernahm 1938 die REFA-Leitung.
Kurt Hegner war langjähriges Mitglied des Vereins Deutscher Ingenieure (VDI). 1944 wurde er Mitglied des Wissenschaftlichen Beirats des VDI. Hegner gehörte dem Hauptausschuss der Arbeitsgemeinschaft Deutscher Betriebsingenieure (ADB) an. Die ADB-Arbeitsausschüsse „Drehen“ und „Fräsen“ standen unter seiner Leitung.
Der Verein Deutscher Ingenieure verlieh Kurt Hegner 1942 das VDI-Ehrenzeichen.  Der REFA verleiht eine nach Hegner benannte Denkmünze.